# Ahmed I.
Ahmed I. (18. dubna 1590 Manisa – 22. listopadu 1617 Istanbul) byl osmanským sultánem v letech 1604–1617.

## Život
Sultánem se stal již ve 14 letech. Původně měl sultánem být jeho starší bratr Šehzade Mahmud, avšak toho 7. června 1603 nařídil popravit jeho otec sultán Mehmed III. Díky tomu se mohl Ahmed stát sultánem. Na začátku své vlády se pokusil ukázat rozhodnost a ráznost, což však posléze popřel svými činy. Války, které se konaly po jeho jmenování jak v Uhrách, tak i v Persii, nedopadly pro říši dobře. Jeho prestiž utrpěla nejprve Žitavským mírem, kdy se Osmané vzdali ročních poplatků placených Habsburky. Dále se musel vzdát Gruzie a Ázerbájdžánu ve prospěch Persie ovládané Safíovci.
Samotný Ahmed byl prý spisovatel a básník, který vydal několik politických a lyrických děl. Zároveň ale opomíjel jiné druhy umění, zejména miniaturní malbu, nejspíš z důvodů konzervativního islámského názoru, že není správné zobrazovat živé bytosti. Rovněž trval na dodržování konzervativních islámských pravidel a tradic.
Je odpovědný za zničení varhanních hodin, které zaslala anglická královna Alžběta I. během vlády jeho otce. Důvod tohoto zničení není známý. Buď tak učinil z konzervativních náboženských důvodů (zákazu zobrazování lidských bytostí), nebo mu tyto hodiny denně připomínaly postupnou narůstající moc a vliv západní Evropy. V současné době je však Ahmed I. nejvíce známý díky tomu, že nechal postavit Mešitu sultána Ahmeda (známější pod jménem Modrá mešita), jeden z monumentálních skvostů islámské architektury nacházejících se v historickém centru Istanbulu.
Ahmed je také znám tím, že za jeho vlády skončilo popravování bratrů sultána poté, co usedl na trůn. Ušetřil tak život svému bratru Mustafovi, který se pak po jeho smrti stal sultánem. Zřejmě byl Mustafa ušetřen i proto, že Ahmed nastoupil na trůn velmi mladý a neměl žádné děti. V případě, že by zemřel, musel zůstat Mustafa na živu, aby dynastie pokračovala. Ahmed poslal Mustafu žít do starého paláce, aby nemohl ohrozit trůn.
Zemřel v Istanbulu v paláci Topkapi ve věku 27 let na tyfus.

## Rodina

### Konkubíny
Ahmed měl dvě konkubíny, se kterými zplodil děti:
1. Mahfiruz Hatice Sultan (cca 1590 – 1620), porodila 3 syny, včetně sultána Osmana II.
2. Kösem Sultan (cca 1589 – 2. září 1651), porodila 4 syny (z toho 2 se stali sultánem) a 4 dcery

### Synové
Ahmed měl celkem 9 synů, z toho 3 se stali příštími sultány:
- sultán Osman II. (3. listopadu 1604 – 20. května 1622), zavražděn během své vlády janičáři – syn Mahfiruz
- Šehzade Mehmed (1605 – 12. ledna 1621), zavražděn vojáky Osmana II. – syn Kösem
- sultán Murad IV. (27. července 1612 – 8. února 1640) – syn Kösem
- Šehzade Bájezíd (listopad 1612 – 27. července 1635), zavražděn sultánem Muradem IV. – syn Mahfiruz
- Šehzade Sulejman (1613 – 27. července 1635), zavražděn sultánem Muradem IV. – syn Kösem
- Šehzade Husejn (listopad 1614 – po roce 1622) – syn Mahfiruz
- Šehzade Kasim (1614 – 17. února 1638), zavražděn Muradem IV. – syn Kösem
- sultán Ibrahim I. (5. listopadu 1615 – 18. srpna 1648) – syn Kösem

### Dcery
Ahmed měl celkem 5 dcer, všechny spolu s Kösem:
- Gevherhan Sultan (cca 1608 – 1660)
- Ayše Sultan (1608 – 1657)
- Fatma Sultan (cca 1606 – 1670)
- Hanzade Sultan (1607 – 23. září 1650)
- Atike Sultan (1613 – 1674)